# Matthäus Aurogallus
Matthäus Aurogallus (Chomutov, 1490 – Wittenberg, 10 novembre 1543) è stato un linguista ed ebraista tedesco.
Nacque a Komotau, Boemia, e lavorò come professore presso l'Università di Wittenberg e fu il collega di Filippo Melantone e di Martin Lutero. Assistì a Lutero nella revisione del Antico Testamento.

## Opere
- Hebräisch und chaldäisch Grammatik (1523-25, 1531)
- Chronik der Herzöge und Könige von Böhmen
- Hebräisch historisch-geographisches Reallexicon (1526–1539)